# Marillion.com
Marillion.com är Marillions elfte studioalbum. Det släpptes i oktober 1999 och blev det sista på skivbolaget Castle.

## Bakgrund
Marillion producerade, och Steven Wilson mixade och var medproducent till fem av låtarna (1, 3, 5, 6, 8). 
Fans fick skicka in pass-bilder som kom med på innerkonvolutet på CD:n. Albumet gick snabbt att skriva och spela in, dels för att bandets ekonomi var ansträngd, och dels för att bli fria från skivbolaget Castle, som Marillion var missnöjda med. En kort Europaturné efterföljde, inget besök i Skandinavien.

## Låttitlar[6]
1. A Legacy  [6:16]
2. Deserve  [4:23]
3. Go!  [6:11]
4. Rich  [5:42]
5. Enlightened  [4:59]
6. Built-in Bastard Radar  [4:52]
7. Tumble Down The Years  [4:33]
8. Interior Lulu  [15:14[
9. House  [10:15]